# Barum (Salzgitter)
Barum ist einer der insgesamt 31 Stadtteile der kreisfreien Stadt Salzgitter in Niedersachsen, an der Fuhse gelegen und Teil der Ortschaft Südost.
Barum gehörte bis zum 31. März 1942 zum Landkreis Wolfenbüttel und wurde durch einen Verwaltungsakt am 1. April 1942 ein Teil der Großstadt Watenstedt-Salzgitter. Am 23. Januar 1951 wurde diese amtlich in Salzgitter umbenannt.

## Geschichte

### Ortsname und Gründungszeit
Die erste Erwähnung des Ortes stammt von 1140, der Ort wurde aber schon um 500 n. Chr. als sächsische Siedlung gegründet. Barum gehört nämlich sprachwissenschaftlich zu den sogenannten „hêm“-Orten, was im Altsächsischen für „Siedlung“ oder „Dorf“ stand. Zu dieser Gruppe zählen die Ortsnamen, die heute auf „heim“, „am“ oder „um“ enden. Im Salzgittergebiet entstanden diese Orte etwa im 5. und 6. Jahrhundert.
Unterschiedliche Erklärungen findet man zum Bestimmungswort „bar“ des Ortsnamens. Eine der Deutungen leitet das Bestimmungswort vom in der Gegend häufig anzutreffenden Wort „Barre“ ab, was so viel wie „Berg“ heißt. Es verweist so darauf, dass der Ort von der nahen Fuhse aus gesehen am Berge liegt. Eine zweite Erklärung deutet „bar“ als einen Personennamen, der auf den Gründer der Siedlung verweist. In der dritten Erklärung wird „bar“ aus dem indogermanischen Wort „bher“ (für fließen, rinnen) bzw. germanischen „bar-a“ (für Schlamm oder Sumpf) abgeleitet, beides ein Verweis auf die feuchte Fuhse-Niederung.
Die Lage des Ortes war strategisch günstig, da hier die alte über Seesen nach Braunschweig verlaufende Frankfurter Heerstraße verlief, die hier die Fuhse überquerte. Die sonst breite Niederung der Fuhse war bei Barum verengt und die Straße war so leicht zu kontrollieren. Als Ursprung des Ortes wird ein Wehrhof (befestigter Wirtschaftshof, oft auch curtis genannt – von lat. cursus = Umfriedung) angenommen. Diese Hofstelle besteht auch heute noch und wurde bis ins 19. Jahrhundert als Rittergut bezeichnet. Im Mittelalter gehörte der Hof einer Familie von Barum, die aber schon im 14. Jh. ausstarb. Die Stammlinie des Adelsgeschlechts Wedderkop beginnt mit einem Bauern Magnus Wedderkop aus Barum.

### Mühlen

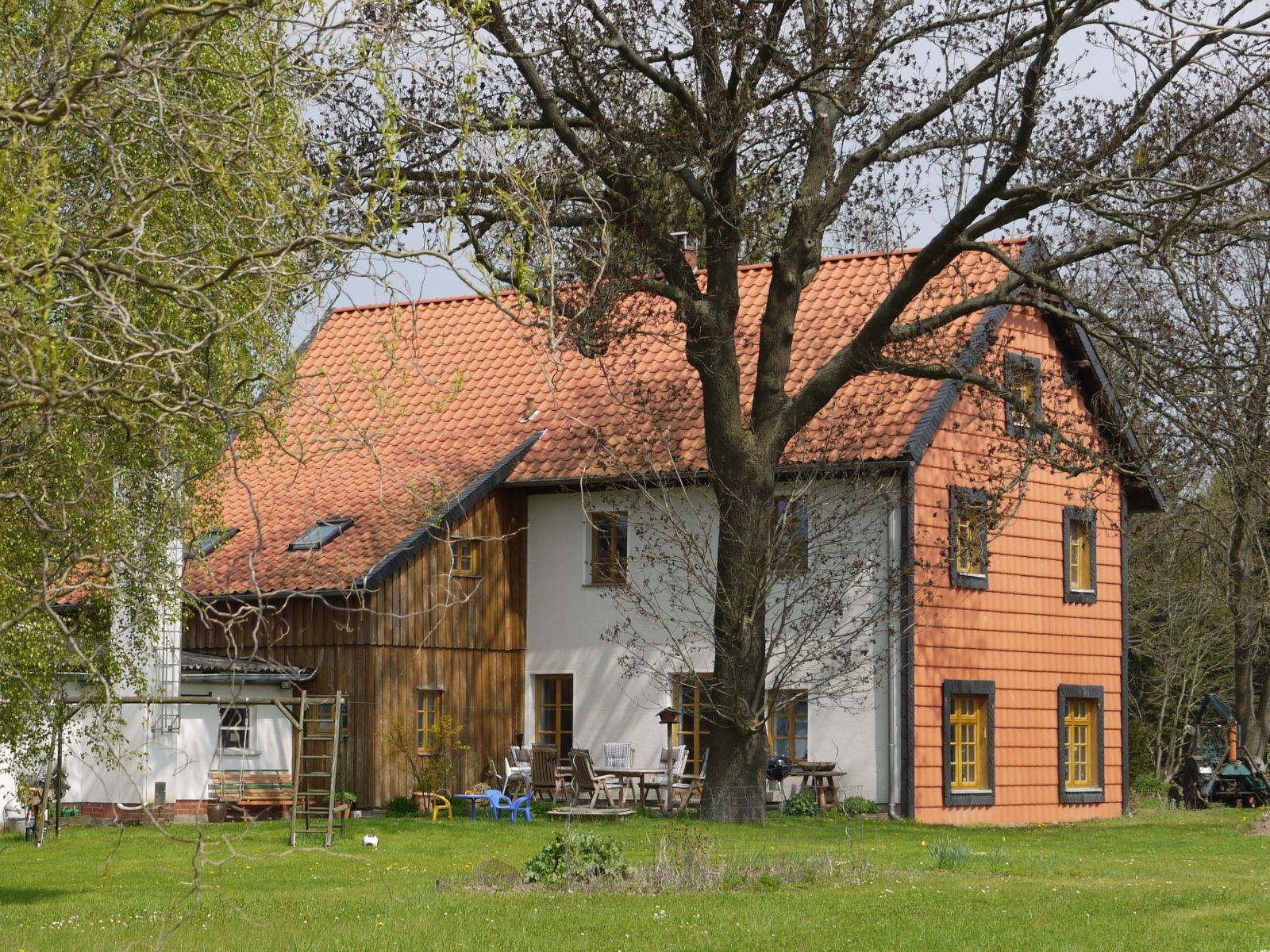
Ehemalige Wassermühle

Die an der Fuhse gelegene Brakelbusch‘e oder auch Barumer Mühle genannte Wassermühle von Barum gehörte ursprünglich zum Rittergut des Ortes. Seit Mitte des 16. Jahrhunderts wurde die Mühle verpachtet, der erste Pächter wurde 1540 erwähnt. Es handelte sich um eine oberschlächtige Mühle, das Wasserrad hatte einen Durchmesser von vier Metern. Der Betrieb der Mühle wurde zwischen 1955 und 1960 wegen mangelnder Rentabilität eingestellt.
Die Fröchtlingsmühle, eine Bockwindmühle, stand auf dem Hasselberg. Die erste Erwähnung eines Windmüllers ist um 1530 datiert, die Mühle war zu der Zeit „herzogliche Kammermühle“ und wurde an die Müller verpachtet, für die ein Erbzins von 80 Reichstalern zu entrichten war. Die Mühle ging 1900 in privaten Besitz über. Nach 1937 musste die Mühle dem Aufbau der Reichswerke weichen und wurde stillgelegt, das etwas abseits stehende Wohnhaus des Müllers wurde abgerissen. Das Mühlengebäude wurde 1947 von den Bewohnern der umliegenden Lager abgerissen und als Brennholz genutzt.

### Zugehörigkeit
In vorchristlicher Zeit war Barum der Sitz eines Gaugerichts und damit das Zentrum eines sächsischen Gaues. Dieser lag vermutlich nördlich des Salzgaus zwischen Oker und Fuhse. Seit der Gründung des Herzogtums Braunschweig-Lüneburg im Jahr 1235 war Barum ein Teil des Herzogtums und gehört nach dessen Teilung im Jahre 1269 zum Fürstentum Braunschweig-Wolfenbüttel.
Während der napoleonischen Zeit lag Barum im Departement der Oker des Königreichs Westphalen und gehörte dort zum Kanton Salder des Distrikts Braunschweig. Nach Ende der Franzosenzeit zählte Barum wieder zum Herzogtum Braunschweig. Nach dem Ersten Weltkrieg wurde aus dem Herzogtum der Freistaat Braunschweig und Barum wurde ein Teil des Kreises Wolfenbüttel. Seit dem 1. April 1942 gehört Barum der neugegründeten Stadt Watenstedt-Salzgitter an, dem heutigen Salzgitter.

### Bevölkerungsentwicklung
Durch die in der zweiten Hälfte des 19. Jh. einsetzende Industrialisierung (u. a. 1857 Bau der Zuckerfabrik, 1886 Anschluss an die Braunschweigische Landeseisenbahn, 1892 Bau einer Zentralmolkerei) nahm die Einwohnerschaft stark zu und stieg von zuvor etwa 300 auf über 800 an. Im Zuge des Aufbaus der Hermann Göring Werke wurden viele landwirtschaftliche Betriebe umgesiedelt, dafür kamen vermehrt Industriearbeiter in die Region. Nach 1945 verdoppelte sich die Einwohnerzahl durch die vielen Flüchtlinge. Seit Mitte der 1950er Jahre nahm die Zahl wieder ab und liegt seit 2010 unter 800.
| Jahr | Einwohner |
| ---- | --------- |
| 1821 | 382       |
| 1848 | 446       |
| 1871 | 617       |
| 1900 | 847       |
| 1910 | 769       |
| 1925 | 598       |
| 1933 | 628       |
| 1939 | 755       |
| 1946 | 1230      |

| Jahr | Einwohner |
| ---- | --------- |
| 1950 | 1503      |
| 1955 | 1676      |
| 1960 | 1529      |
| 1970 | 1291      |
| 1980 | 1198      |
| 1990 | 1321      |
| 2000 | 1017      |
| 2006 | 914       |
| 2010 | 776       |

| Jahr | Einwohner |
| ---- | --------- |
| 2012 | 769       |
| 2014 | 721       |
| 2016 | 725       |
| 2018 | 713       |
| 2020 | 721       |
| 2021 | 716       |
| 2022 | 717       |
| 2023 | 681       |
| 2024 | 673       |

## Kirche St. Nikolai

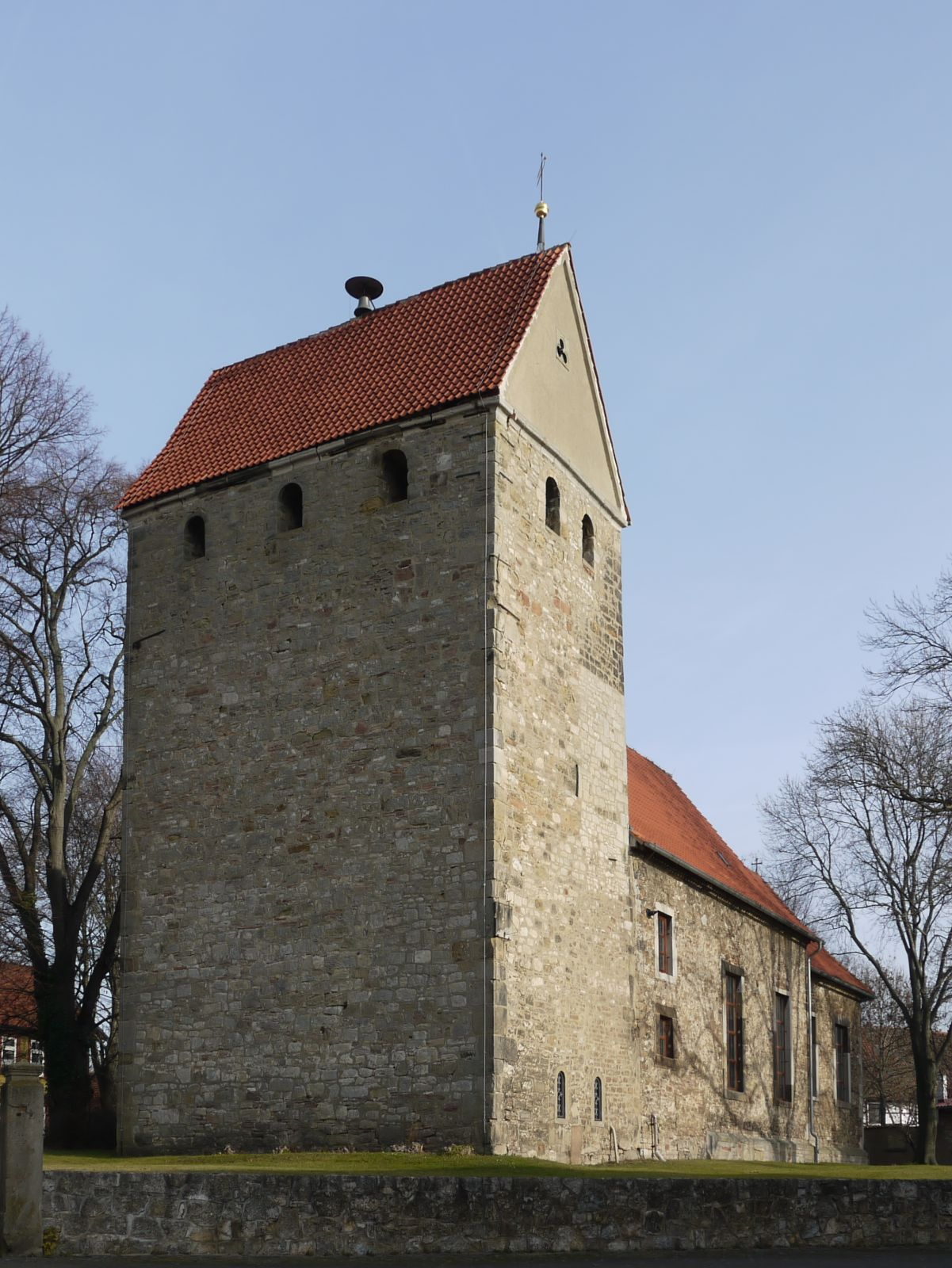
Kirche St. Nikolai von Barum

Seit der Christianisierung durch Mönche des Klosters Fulda gehörte Barum zum Bistum Hildesheim und belegte hier den Rang eines Archidiakonats. Auch nach der Einführung der Reformation durch Herzog Julius (1568–1589) im Jahre 1568 behielt Barum seine Mittelpunktfunktion und war fortan Sitz des Superintendenten.
Eine erste Erwähnung eines Priesters in Barum stammt von 1147, in der ein „Erzpriesters Odolricus“ genannt wird. Das Baujahr der dem Heiligen Bischof Nikolaus geweihten Kirche ist unbekannt. Der Bau besteht aus dem romanischen Turm und dem sich daran anschließenden ebenfalls romanischen Kirchenschiff. Als jüngster Bauabschnitt bildet im Osten ein gotischer Chor den Abschluss des Gebäudes. Beim Turm der Kirche handelt es sich vermutlich um einen Wehrturm aus dem 8. oder 9. Jahrhundert, an den das Kirchenschiff später angebaut wurde. Ursprünglich gab es zwei Eingänge zum Kirchenschiff, von denen nur der nördliche erhalten ist, der 1677 eine kleine Vorhalle aus Fachwerk erhalten hatte.
Die Glocke der Kirche wurde 1764 vom Braunschweiger Glockengießer Johann Peter Grete gegossen. Sie hat einen Durchmesser von 68 cm und ist 70 cm hoch. In ihrer Inschrift erinnert sie an die Brandkatastrophe vom 5. August 1761, der das Pfarrgebäude, die Schule und das Witwenhaus sowie 15 Höfe des Ortes zum Opfer gefallen waren.
Heute (2015) gehört Barum zur Propstei von Salzgitter-Bad und bildet zusammen mit Beinum, Lobmachtersen, Heerte und Cramme (Landkreis Wolfenbüttel) den Pfarrverband Barum-Lobmachtersen.

## Politik

### Wappen
Das stilisierte Dach verweist auf das Grundwort um des Ortsnamens, das für Heim oder Heimat steht. Das im Wappen gezeigte Kalandkreuz mit seinen Mondsichel-Enden ist noch heute an der Barumer Kirche zu sehen. Es erinnert zum einen daran, dass Barum schon im 14. Jahrhundert Sitz eines Kalands (einer karitativen Bruder- und Schwesternschaft) war und somit von überregionaler Bedeutung war. Zum anderen war Barum auch Sitz eines Archidiakonats und später einer Superintendentur, zählte also zu den kirchlichen Zentren der Region. Die Wappenfarben Gold-Rot, sowohl die Stiftsfarben des Bistums Hildesheim als auch die herzoglich braunschweigischen Stammwappenfarben, erinnern daran, dass der Ort bis zum 18. Jahrhundert im Spannungsfeld der beiden Herrschaftsbereiche lag.
Das Wappen wurde in einer Bürgerversammlung vom 20. November 2006 als Ortswappen von Salzgitter-Barum angenommen.

## Sehenswürdigkeiten
- Als Naturdenkmal gemäß § 27 Niedersächsische Naturschutzgesetz sind zwei Eichen anerkannt, die auf einem Grundstück an der Straße Pfarranger stehen.

## Wirtschaft und Infrastruktur

### Zuckerfabrik

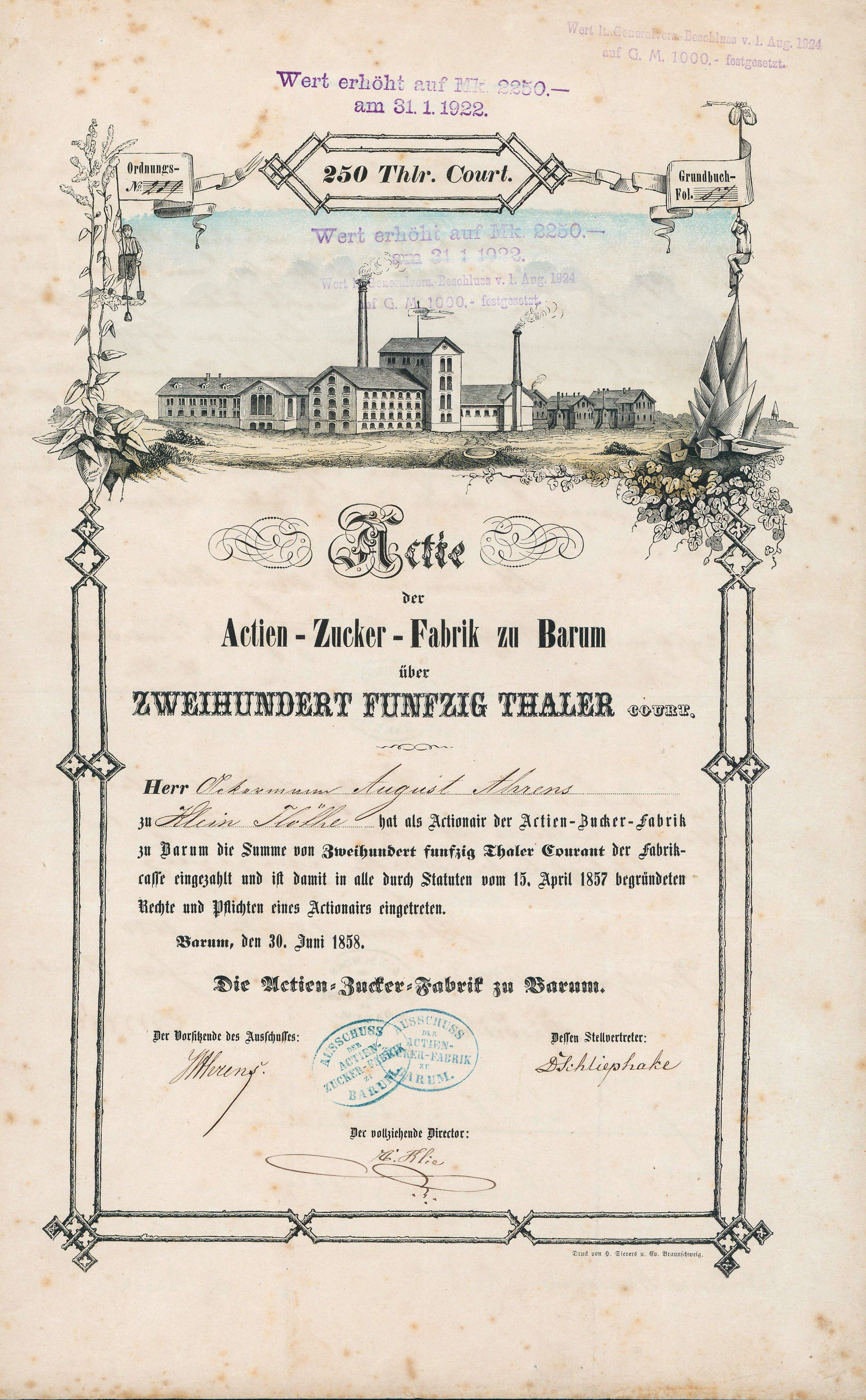
Gründeraktie der Actien-Zucker-Fabrik zu Barum über 250 Thaler, ausgestellt am 30. Juni 1858, 1922 Nominalwert auf 2.250 Mark erhöht und 1924 auf 1.000 Goldmark festgesetzt

Aktie Zuckerfabrik Barum, Salzgitter

Die Barumer Zuckerfabrik wurde am 29. März 1857 gegründet, an ihr beteiligten sich 74 Landwirte aus den umliegenden Ortschaften. Der erste Zuckerkampagne wurde im Oktober 1858 begonnen. Als Produkt wurde anfänglich Rohzucker, ab 1881 auch Weißzucker hergestellt. Ab 1950/51 wurden auch Puderzucker, Würfelzucker und Rübenschnitzel angeboten. Im ersten Betriebsjahr wurden bereits 107.000 Zentner Zuckerrüben verarbeitet, bis 1942 wurde die Produktion auf 1.083.000 Zentner gesteigert. Die letzte Kampagne wurde 1986/87 gefahren, danach wurde die Zuckerproduktion eingestellt. Die Anlage wurde noch bis 1997 als Annahmestelle für Zuckerrüben betrieben.

### Eisenbahn
Barum wurde 1886 an die im Jahr zuvor begonnene Bahnstrecke von Braunschweig über Thiede, Heerte, Lichtenberg nach Derneburg führende Bahnstrecke der Braunschweigischen Landes-Eisenbahn-Gesellschaft angeschlossen, der Barumer Bahnhof wurde Juli 1886 in Betrieb genommen. Neben dem Personenverkehr wurden vor allem die Güter der Landwirtschaft und der örtlichen Zuckerfabrik befördert. Nachdem Ende der 1930er Jahre der Nordteil der Strecke von Braunschweig bis Drütte neu verlegt worden war, wurde ab 1953 auch der weitere Streckenteil am Hüttenwerk vorbei bis nach Lichtenberg als Bahnstrecke Salzgitter-Drütte–Derneburg neu trassiert. Der Barumer Streckenabschnitt verlor daraufhin an Bedeutung und 1989 wurde der Eisenbahnverkehr eingestellt. Heute (2013) führt die Bahnstrecke Leiferde–Salzgitter-Bad von Braunschweig nach Salzgitter-Bad an Barum vorbei, der Ort verfügt aber über keinen eigenen Bahnanschluss mehr.

### Post
Barum lag an der 1745 eingerichteten Fahrpostlinie von Braunschweig über Salzgitter und Lutter nach Seesen und weiter nach Kassel (siehe Geschichte der Postroute Braunschweig–Göttingen). Auf dem Barumer Posthof konnten die Pferde gewechselt werden, die Reisenden konnten hier übernachten und es konnten auch Briefe und andere Sendungen für die Beförderung mit der Post aufgegeben werden. Der Posthof wurde 1791 in das benachbarte Immendorf verlegt. In Barum gab es seitdem nur eine Poststelle, erst 1872 wurde wieder eine Postagentur eingerichtet, die 1894/95 in ein „Kaiserliches Postamt“ umgewandelt wurde.

## Vereinswesen

### Turnverein Gut-Heil Barum
Der Turnverein Gut-Heil Barum wurde 1896 gegründet und bietet gegenwärtig ein breites Angebot im Bereich Tennis, Handball, Fußball, Turnen und Gymnastik an.

### Freiwillige Feuerwehr
Mit dem Gesetz, das Feuerhilfswesen betreffend vom 2. April 1874 kam es in den Folgemonaten zu einer Gründungswelle Freiwilliger Feuerwehren im Herzogtum Braunschweig. Die Freiwillige Feuerwehr Barum wurde am 17. Juli 1874 gegründet. Der erste Wehrführer war der Kaufmann H. Bremer. Die Zahl der Gründungsmitglieder betrug 34. Ein erstes Gerätehaus zur Aufbewahrung von Löschgeräten für das Dorf wurde 1833 erbaut, 1925 wurde ein Trockenturm für die Schläuche angebaut. Im April 2013 wurde ein neues Gerätehaus eingeweiht.

## Persönlichkeiten
- Der Verleger, Schriftsteller und Übersetzer Johann Joachim Christoph Bode (1731–1793) verbrachte seine Jugend bei seinem Großvater in Barum.